# Pawica gruszówka
Pawica gruszówka (Saturnia pyri) – owad z rzędu motyli, z rodziny pawicowatych (Saturnidae).

## Wygląd
Pawica gruszówka jest największym motylem Europy; długość jej przedniego skrzydła osiąga 5–7 cm. Na górnej powierzchni obu par skrzydeł znajduje się po jednym dużym "oczku" z czarnym środkiem i obrzeżeniem. Przez tylne i przednie skrzydła biegnie szeroka czarna wstęga ograniczona jasną opaską. Czułki są grzebykowate.

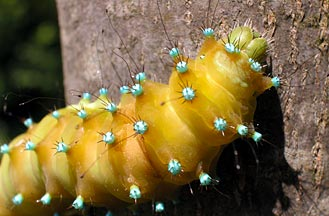
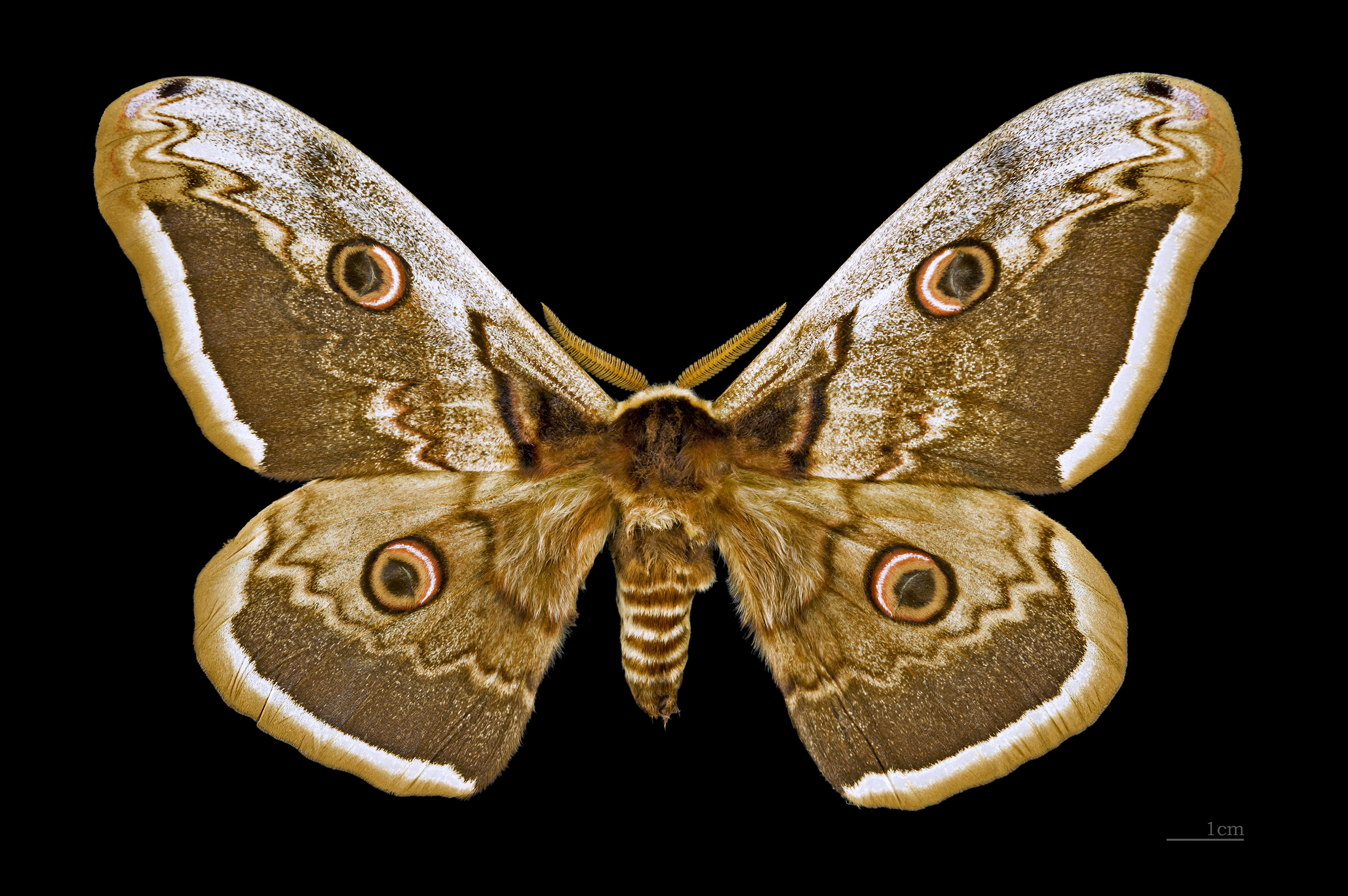
♂
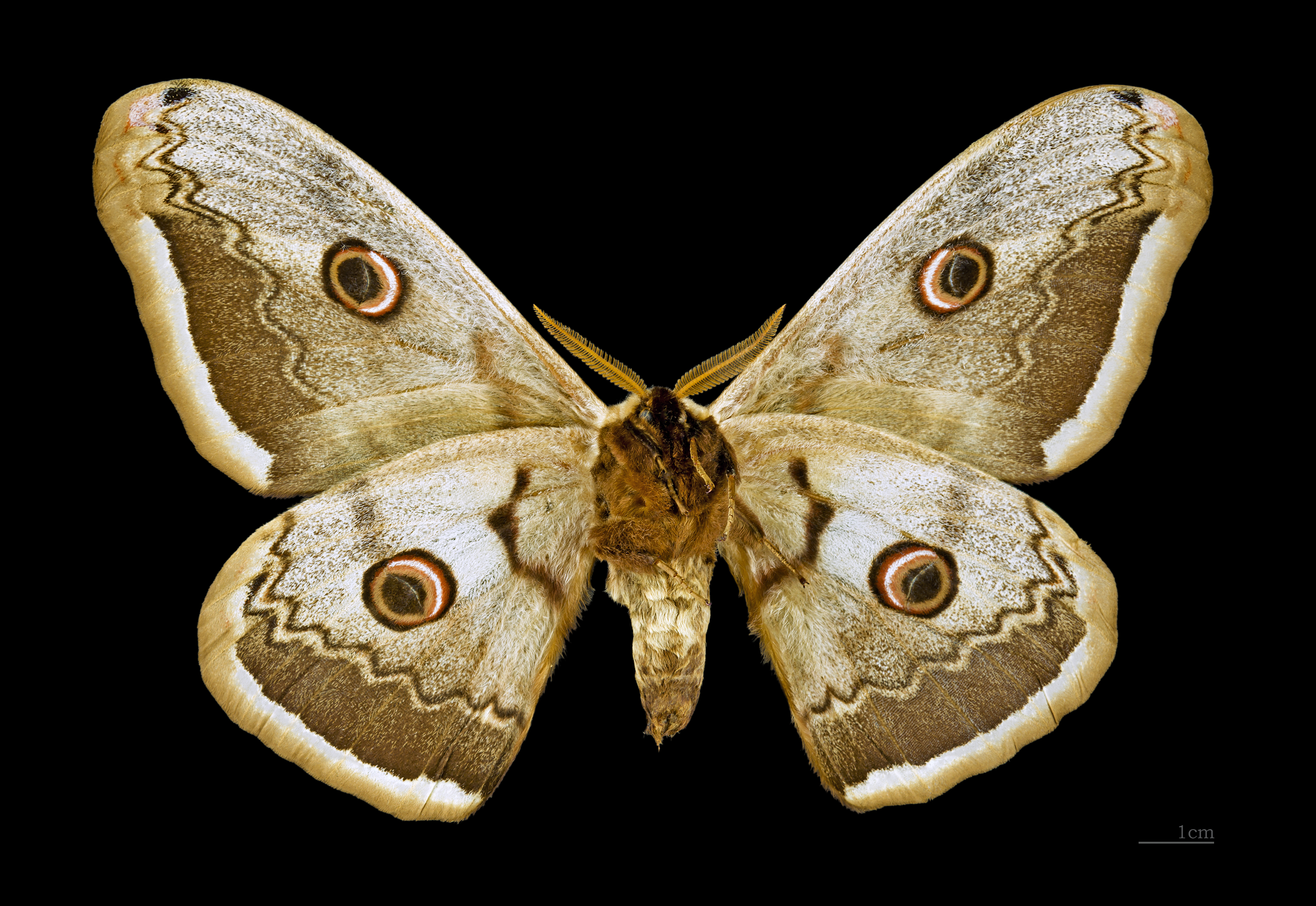
♂ △

## Środowisko, rozmieszczenie i gęstość zasiedlenia
Gatunek zasiedla zarośla, brzegi lasów, parki i zdziczałe sady. W Europie Południowej rozmieszczony jest dosyć regularnie; im dalej na północ tym miejsca jego występowania stają się coraz rzadsze. Najdalej wysunięty w tym kierunku fragment zasięgu gruszówki leży na terenie Dolnej Austrii, a wyspowe stanowiska odnotowano na Morawach, na Węgrzech, w południowych wlotach dolin alpejskich i w zachodniej Szwajcarii. Choć w niektórych latach gruszówka może być częsta, a nawet wyrządzać szkody w sadownictwie, na ogół jest gatunkiem rzadkim, a jej liczebność stale się zmniejsza.

## Okres występowania
Motyle latają w maju i czerwcu. Wykazują aktywność nocną (samce niekiedy także dzienną). Gąsienice występują od czerwca do sierpnia. Jak wszystkie larwy pawicowatych, posiadają na ciele liczne barwne brodawki; u gruszówki są one błękitne. Do przepoczwarczenia gąsienice budują gęsty, ciemny oprzęd o gruszkowatym kształcie.

## Rośliny żywicielskie
Gąsienice żerują na drzewach owocowych.